# Hellistungur
Hellistungur är en ås i republiken Island. Den ligger i regionen Västlandet, 90 km norr om huvudstaden Reykjavík.